# Vaiano
Vaiano är en ort och kommun i provinsen Prato i regionen Toscana i Italien. Kommunen hade 10 137 invånare (2018).